# Gouvernement Romanones (1)
Le premier gouvernement Álvaro Figueroa y Torres Mendieta, comte de Romanones est le gouvernement du royaume d'Espagne, en fonction du 14 novembre 1912 au 27 octobre 1913.

## Composition
| ← Ier Gouvernement Romanones (14 novembre 1912 - 31 décembre 1912) |                                 |              |
| Portefeuille                                                       | Titulaire(s)                    | Titulaire(s) |
| Président du conseil des ministres                                 | Romanones                       |              |
| Intérieur                                                          | Antonio Barroso y Castillo      |              |
| État                                                               | Manuel García Prieto            |              |
| Grâce et Justice                                                   | Diego Arias de Miranda y Goytia |              |
| Finances                                                           | Juan Navarro Reverter           |              |
| Agriculture, Industrie et Commerce                                 | Miguel Villanueva y Gómez       |              |
| Guerre                                                             | Agustín de Luque y Coca         |              |
| Marine                                                             | José Pidal Rebollo              |              |
| Instruction publique et Beaux-arts                                 | Santiago Alba Bonifaz           |              |
| Références,                                                        |                                 |              |

| II Gouvernement Romanones → (31 décembre 1912-27 octobre 1913) |                                                              |              |
| Cargo                                                          | Titulaire(s)                                                 | Titulaire(s) |
| Président du conseil des ministres                             | Romanones                                                    |              |
| Intérieur                                                      | Santiago Alba Bonifaz                                        |              |
| État                                                           | Juan Navarro Reverter                                        |              |
| Grâce et Justice                                               | Antonio Barroso y Castillo *hasta el 24 de mayo de 1913      |              |
| Grâce et Justice                                               | Álvaro Figueroa y Torres Mendieta *du 24 mai au 13 juin 1913 |              |
| Grâce et Justice                                               | Pedro Rodríguez de la Borbolla *à partir du 13 juin 1913     |              |
| Finances                                                       | Félix Suárez Inclán                                          |              |
| Agriculture, Industrie et Commerce                             | Miguel Villanueva y Gómez *jusqu'au 24 mai 1913              |              |
| Agriculture, Industrie et Commerce                             | Rafael Gasset Chinchilla *à partir du 24 mai 1913            |              |
| Guerre                                                         | Agustín de Luque y Coca                                      |              |
| Marine                                                         | Amalio Gimeno y Cabañas                                      |              |
| \|Instruction publique et Beaux-arts                           | Antonio López Muñoz *jusqu'au 13 juin 1913                   |              |
| \|Instruction publique et Beaux-arts                           | Joaquín Ruiz Jiménez *à partir du 13 juin 1913               |              |
| Références,                                                    |                                                              |              |